# Accés seqüencial
L'accés seqüencial, en ciències de la computació, és el fet que un grup d'elements és accedit en un predeterminat ordre seqüencial (un registre alhora). L'accés seqüencial és de vegades l'única forma d'accedir a les dades, per exemple en una cinta de casset. També pot ser el mètode d'accés triat, per simplement processar una seqüència de dades en ordre.
Una estructura de dades és d'accés seqüencial si només podem accedir als valors continguts en un determinat ordre. L'exemple trivial, és la llista enllaçada.